# Тутаева, Асият Идрисовна
Асият Идрисовна Тутаева (1902 или 1905, Насыр-Корт, Терская область — 29 октября 1944, Колодное, Тернопольская область) — советский ингушский врач, кандидат медицинских наук, майор медицинской службы. Героически погибла в 1944 году.

## Биография
Родилась в Насыр-Корте, получив имя Эсет (Асият). Приходилась внучкой генералу армии Российской Империи Бунухо Базоркину. Получила среднее образование во Владикавказе. Выучилась на врача в 1924—1929 годах в Ростове-на-Дону. В определённый момент времени Асият и её сестра Нина составляли половину всех ингушских женщин с высшим образованием (которых было всего четыре). Работала врачом в Базоркино, затем переехала в Ленинград. Кандидат медицинских наук (1936). Специализировалась в лечении инфекционных заболеваний. Стала первым учёным-медиком из Чечено-Ингушетии и автором 11 научных работ. Перед войной готовила докторскую диссертацию, которую не успела защитить.
23 июня 1941 призвана в армию, работала военным врачом под Ленинградом, на Воронежском и 1-м Украинском фронтах. В 1944 году при передислокации госпиталя попала в плен к немцам (по другим данным к коллаборационистам). После пыток была ими казнена у селения Колодно Тернопольской области Украины.

## Память
- в честь Асият Тутаевой названы улица и медицинский колледж в Назрани
- упоминание на мемориальной доске медицинского института в Санкт-Петербурге